# Jean d'Auxois
Jean d'Auxois (Corbigny, ... – 13 gennaio 1317) è stato un vescovo francese.
Provenne dalla nobile famiglia dei Tournelle e fu zio del vescovo di Troyes Jean d'Auxois II.

## Biografia
Nato nei dintorni di Corbigny, Jean d'Auxois fu professore di legge, cantore della chiesa di Orléans e canonico di Autun. Venne eletto dal capitolo della cattedrale vescovo di Troyes il 30 maggio 1314. Venne confermato vescovo dall'arcivescovo di Sens Filippo di Marigny, ma venne consacrato solo l'11 gennaio 1316, con un ritardo dovuto a cause sconosciute.
Sotto il suo episcopato, i certosini si stabilirono a Notre-Dame-de-la-Prée, a poca distanza da Troyes. Egli fece completare i lavori al coro della cattedrale.

## Stemma
Di rosso a tre torri d'oro.